# Markiza (ciastko)
Markiza – rodzaj okrągłego ciastka złożonego z dwóch herbatników lub ciastek kruchych złączonych ze sobą za pomocą słodkiej masy.
W zależności od rodzaju markiz smak ciasta jak i kremu może być różny.

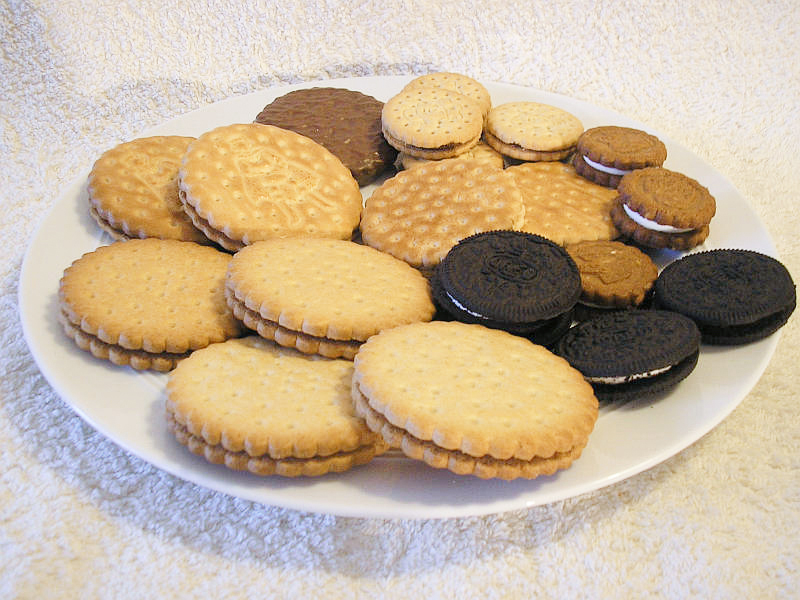
Różne rodzaje markiz
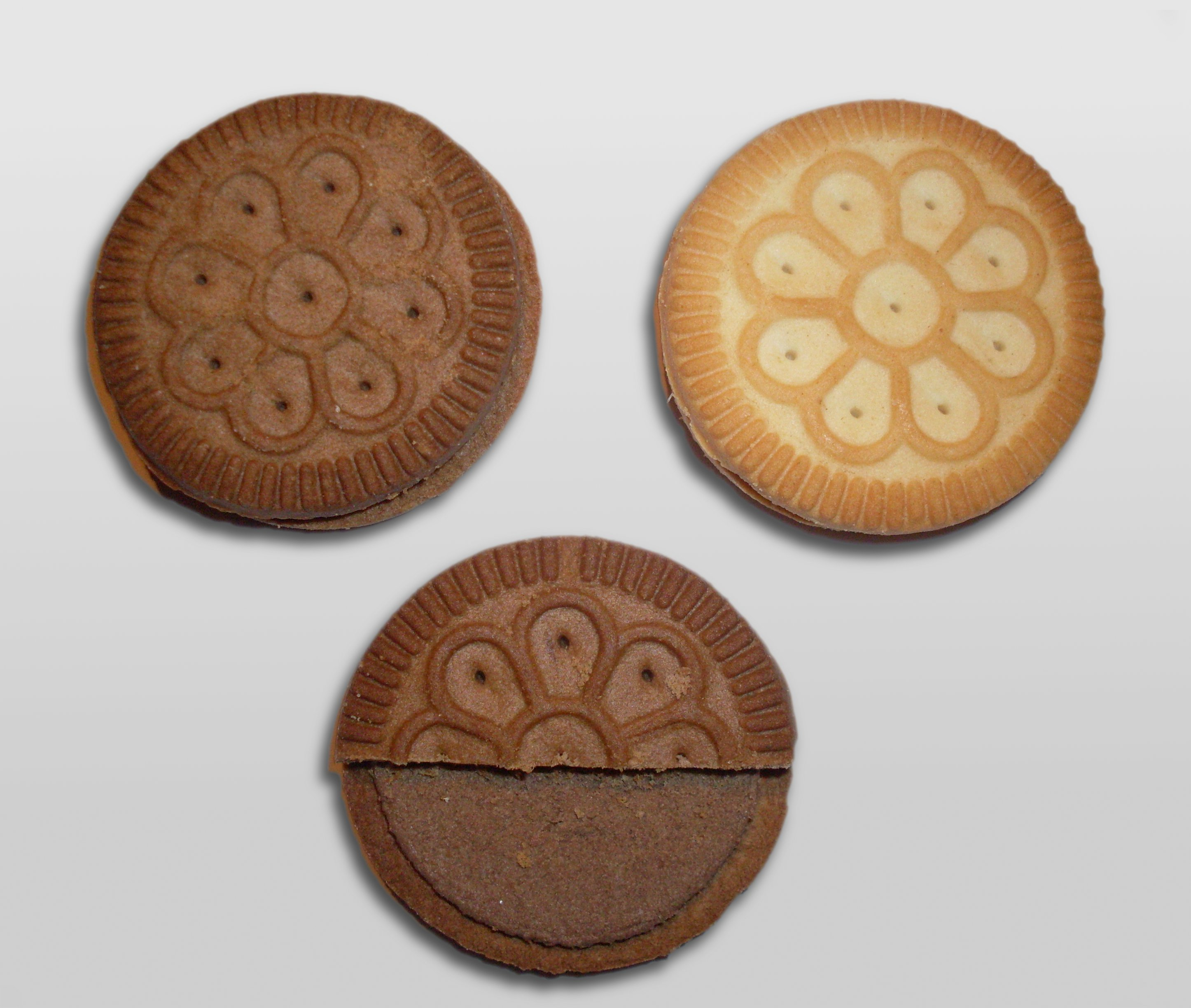
U góry: markiza czekoladowa (ciemna) i ajerkoniakowa (jasna). U dołu: przecięta markiza czekoladowa, z widocznym nadzieniem
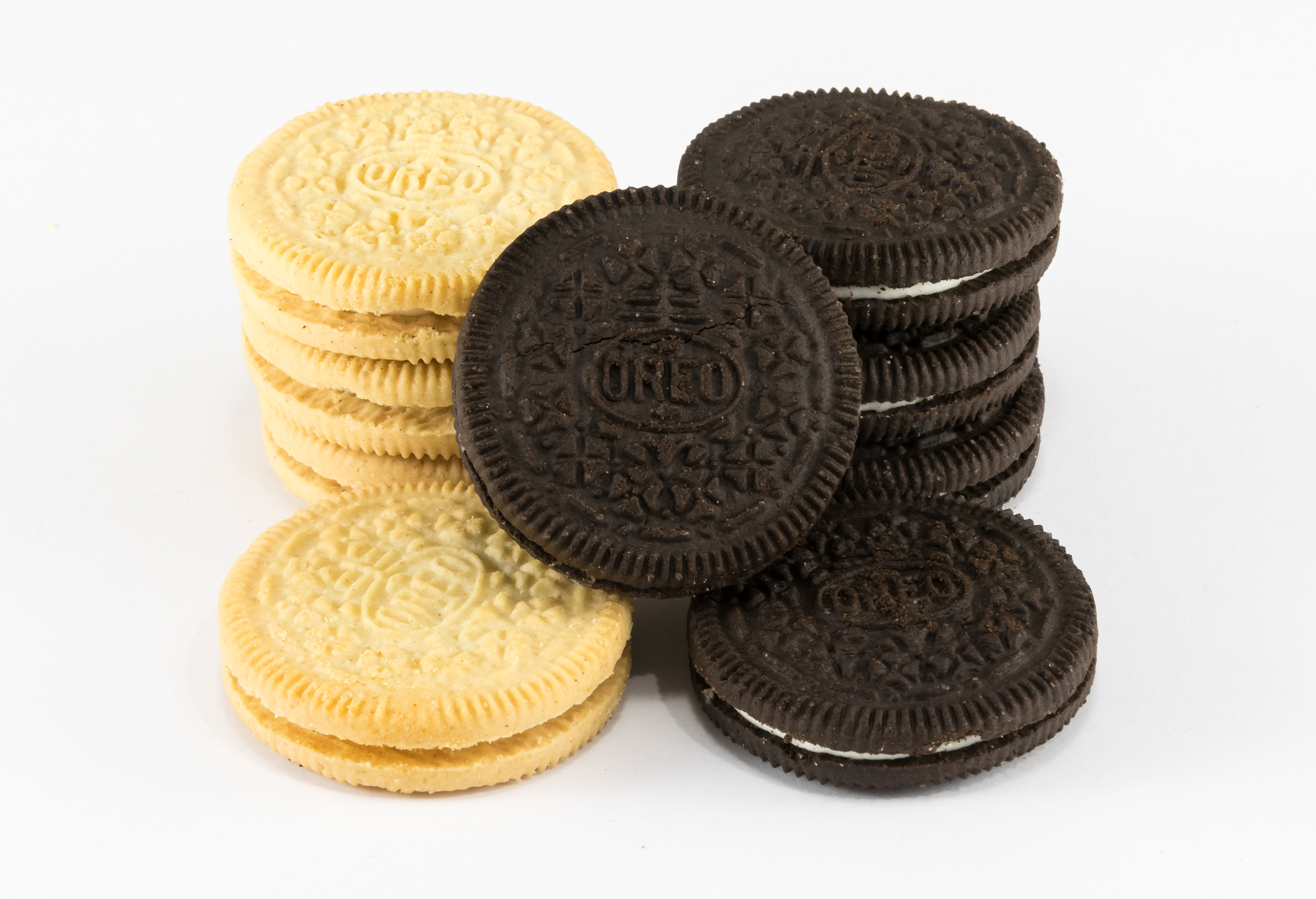
Markizy Oreo
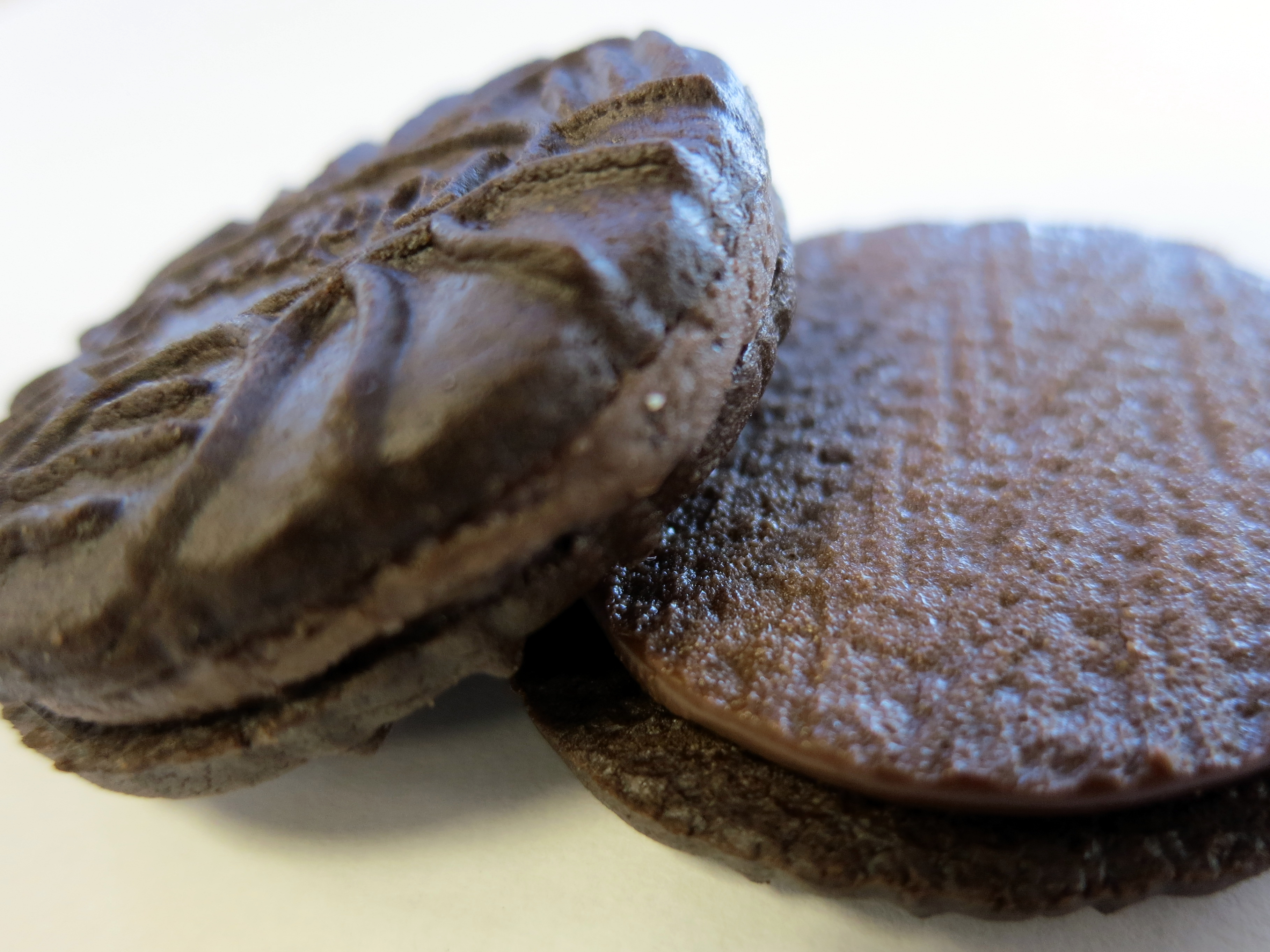
Markiza (zbliżenie)